# گایا زوکی
گایا زوکی (ایتالیایی: Gaia Zucchi؛ ‏ ۲۷ مارس ۱۹۷۰) بازیگر اهل ایتالیا بود. وی از سال ۱۹۸۹ میلادی تاکنون مشغول فعالیت بوده است.
از فیلم‌ها یا برنامه‌های تلویزیونی که وی در آن نقش داشته است، می‌توان به حوزه استحفاظی، افسران پلیس، قطعات نمایشی کوتاه و صندوق پستی تینتو براس اشاره کرد.